# Świnoujścies LNG-terminal

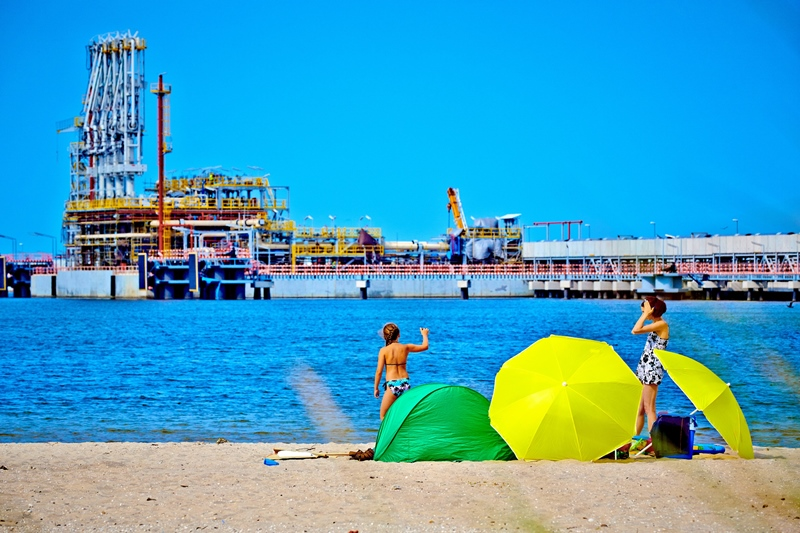
Świnoujścies LNG-terminal sedd från badstranden

Świnoujścies LNG-terminal, från 2016 Lech Kaczyński-terminalen, är en polsk mottagnings- och omlastningsanläggning för flytande naturgas (LNG) i Świnoujście. Den drivs av Polskie LNG S.A., som är ett dotterbolag till Gaz-System.
Świnoujścies LNG-terminal planerades av företaget Polskie Górnictwo Naftowe i Gazownictwo (PGNiG) genom dotterbolaget Polskie LNG S.A. och bygget påbörjades 2011. Det nybildade företaget Gaz-System övertog senare Polskie LNG S.A. LNG-terminalen invigdes i oktober 2015.
Terminalen har två lagringstankar och en förgasningsanläggning. Lagringskapaciteten är 160 000 m³ och en tredje tank är 2022 under anläggande.